# Slovenská extraliga ledního hokeje 1999/2000
Sezóna 1999/2000 byla 7. ročníkem Slovnaft extraligy. Vítězem se stal tým HC Slovan Bratislava.

## Konečná tabulka základní části
| Poř. | Tým                     | Z  | V  | R  | P  | VG  | OG  | B  |
| ---- | ----------------------- | -- | -- | -- | -- | --- | --- | -- |
| 1.   | HC Slovan Bratislava    | 56 | 34 | 7  | 15 | 233 | 133 | 75 |
| 2.   | HKm Zvolen              | 56 | 31 | 9  | 16 | 218 | 160 | 71 |
| 3.   | HC ŠKP Poprad           | 56 | 29 | 8  | 19 | 182 | 162 | 66 |
| 4.   | HK Dukla Trenčín        | 56 | 27 | 9  | 20 | 207 | 151 | 63 |
| 5.   | HK 36 Skalica           | 56 | 23 | 11 | 22 | 158 | 175 | 57 |
| 6.   | HK 32 Liptovský Mikuláš | 56 | 20 | 16 | 20 | 157 | 183 | 56 |
| 7.   | HC Košice               | 56 | 12 | 11 | 33 | 142 | 235 | 35 |
| 8.   | HK Spišská Nová Ves     | 56 | 9  | 7  | 40 | 114 | 212 | 25 |

## Hráčské statistiky základní části

### Kanadské bodování
Toto je konečné pořadí hráčů podle dosažených bodů. Za jeden vstřelený gól nebo přihrávku na gól hráč získal jeden bod.
| Poř. | Hráč               | Tým                     | Z  | G  | A  | B  | TM | +/- |
| ---- | ------------------ | ----------------------- | -- | -- | -- | -- | -- | --- |
| 1.   | Vlastimil Plavucha | HKm Zvolen              | 54 | 43 | 29 | 72 | 76 | --  |
| 2.   | Zdeno Cíger        | HC Slovan Bratislava    | 52 | 23 | 39 | 62 | 48 | --  |
| 3.   | Arne Kroták        | HC ŠKP Poprad           | 56 | 33 | 28 | 61 | 64 | --  |
| 4.   | Ľubomír Kolník     | HC Slovan Bratislava    | 63 | 33 | 26 | 59 | 34 | --  |
| 5.   | Ľubomír Hurtaj     | HK Dukla Trenčín        | 61 | 27 | 29 | 56 | 18 | --  |
| 6.   | Ján Plch           | HC ŠKP Poprad           | 56 | 24 | 31 | 55 | 36 | --  |
| 7.   | Richard Šechný     | HKm Zvolen              | 49 | 24 | 31 | 55 | 48 | --  |
| 8.   | Petr Vlk           | HK 32 Liptovský Mikuláš | 55 | 15 | 40 | 55 | 62 | 3   |
| 9.   | Vasili Pankov      | HC Slovan Bratislava    | 55 | 22 | 30 | 52 | 48 | 45  |
| 10.  | Ján Lipiansky      | HC Slovan Bratislava    | 46 | 30 | 21 | 51 | 18 | --  |

## Play off
|  | Semifinále | Semifinále           | Semifinále |  |  | Finále | Finále               | Finále |
|  |            |                      |            |  |  |        |                      |        |
|  | 1          | HC Slovan Bratislava | 3          |  |  |        |                      |        |
|  | 4          | HK Dukla Trenčín     | 0          |  |  |        |                      |        |
|  |            |                      |            |  |  | 1      | HC Slovan Bratislava | 3      |
|  |            |                      |            |  |  | 2      | HKm Zvolen           | 2      |
|  | 2          | HKm Zvolen           | 3          |  |  |        |                      |        |
|  | 3          | HC ŠKP Poprad        | 2          |  |  |        |                      |        |

## První semifinále
- HC Slovan Bratislava - HK Dukla Trenčín 10 : 2 (3 : 0 , 4 : 1 , 3 : 1)
- HC Slovan Bratislava - HK Dukla Trenčín 2 : 0 (0 : 0 , 1 : 0 , 1 : 0)
- HK Dukla Trenčín - HC Slovan Bratislava 1 : 2 (0 : 0 , 0 : 2 , 1 : 0)
- Do finále postupuje HC Slovan Bratislava 3 : 0 na zápasy

## Druhé semifinále
- HKm Zvolen - HC ŠKP Poprad - 0 : 2 (0 : 2 , 0 : 0 , 0 : 0)
- HKm Zvolen - HC ŠKP Poprad - 5 : 2 (3 : 0 , 1 : 2 , 1 : 0)
- HC ŠKP Poprad - HKm Zvolen - 4 : 1 (0 : 0 , 0 : 0 , 4 : 1)
- HC ŠKP Poprad - HKm Zvolen - 0 : 5 (0 : 1 , 0 : 2 , 0 : 2)
- HKm Zvolen - HC ŠKP Poprad - 3 : 0 (1 : 0 , 1 : 0 , 1 : 0)
- Do finále postupuje HKm Zvolen 3 : 2 na zápasy

## O třetí místo
- HK Dukla Trenčín - HC ŠKP Poprad - 6 : 4 (1 : 0 , 2 : 2 , 3 : 2)
- HC ŠKP Poprad - HK Dukla Trenčín - 1 : 3 (1 : 1 , 0 : 0 , 0 : 2)
- Konečný stav série 2 : 0 pro Trenčín

## Finále
| Utkání   | Finalista            |      | Finalista            | Výsledek                      |
| -------- | -------------------- | ---- | -------------------- | ----------------------------- |
| 1.utkání | HC Slovan Bratislava | ---- | HKm Zvolen           | 0 : 1 (0 : 0 , 0 : 1)         |
| 2.utkání | HC Slovan Bratislava | ---- | HKm Zvolen           | 5 : 1 (2 : 1 , 3 : 0 , 0 : 0) |
| 3.utkání | HKm Zvolen           | ---- | HC Slovan Bratislava | 3 : 2 (1 : 0 , 0 : 0 , 2 : 2) |
| 4.utkání | HKm Zvolen           | ---- | HC Slovan Bratislava | 1 : 3 (0 : 0 , 1 : 1 , 0 : 2) |
| 5.utkání | HC Slovan Bratislava | ---- | HKm Zvolen           | 8 : 1 (3 : 0 , 1 : 0 , 4 : 1) |

## All-Star-Team
| Pozice  | Jméno              | Tým                  |
| ------- | ------------------ | -------------------- |
| Brankář | Radovan Biegl      | HC Slovan Bratislava |
| Obránce | Róbert Pukalovič   | HKm Zvolen           |
| Obránce | Ľubomír Višňovský  | HC Slovan Bratislava |
| Útočník | Richard Kapuš      | HC Slovan Bratislava |
| Útočník | Vlastimil Plavucha | HKm Zvolen           |
| Útočník | Zdeno Cíger        | HC Slovan Bratislava |